# قائمة مغذيات كبرى
هذه القائمة هي تصنيف للمكونات الغذائية الأكثر شيوعاً بناءً على المُغَذِّيات الكُبرى. يمكن أن تشير المُغَذِّيات الكُبرى إلى المواد الكيميائية التي يستهلكها البشر بكميات أكبر (انظر المُغَذِّيات).

## المُغَذِّيات الكُبرى المُزَوِّدة بالطاقة
هناك ثلاث فئات رئيسية من المُغَذِّياتالمُغَذِّيات الكُبرى:الكربوهيدرات، البروتينات، والدهون. تُعَرَّف المُغَذِّيات الكُبرى على أنها فئة من المركبات الكيميائية التي يحتاجها ويستهلكها البشر بكميات كبيرة نسبياً مقارنةً بكل منالفيتامينات والمعادن، والتي تزود البشر بالطاقة.
الدهون لديها طاقة غذائية تُقَدَّر بحوالي 38 كيلوجول لكل جرام (9 كيلوسعرة لكل جرام) والبروتينات والكربوهيدرات 17 ك.جول/غ (4 ك.سعرة/غ).
الماء هو المكون الكيميائي الرئيسي لجسمك، ويُشَكِّل ما بين 50 %إلى 70% في المائة من إجمالي الكتلة التي يتم تناولها كجزء من نظام غذائيعادي، لكنه لا يُوَفِّر أي قيمة غذائية.
الإيثانول يُوَفِّر السعرات الحرارية، ولكن ليس هناك حاجة للإيثانول كمُغَذِّيات أساسية على الرغم من أن وحدات الماكرو والسعرات الحرارية مفاهيم مختلفة، إلّا أنها تعتمد على بعضها البعض.
بينما تشير وحدات الماكرو إلى الأنواع الثلاثة من العناصر الغذائية الرئيسية التي تحتاجها: البروتين، والكربوهيدرات، والدهون، والسعرات الحرارية، من ناحية أخرى تشير إلى القيمة الغذائية لوجبتك.

### الكربوهيدرات
- جلوكوز
- سكروز
- ريبوز
- أميلوز (مُكَوِّن رئيسي للنشا)
- أميلوبكتين
- مالتوز
- جالكتوز
- فركتوز
- لاكتوز

### البروتينات
الأحماض الأمينية الأساسية وغير الأساسية.
- ألانين
- أرجينين
- حمض الأسبارتيك (الأسبارتات)
- أسبرجين
- سيستين
- حمض الجلوتاميك (الغلوتامات)
- جلوتامين
- جلايسين
- هستيدين
- إيزوليوسين
- ليوسين
- لابسين
- ميثيونين
- فينيل ألانين
- برولين
- سيرين
- ثريونين
- تريبتوفان
- تيروسين
- ڤالين

### الدهون
الأحماض الدهنية الُمشبَعة (أي مستقرة).
- حمض الخليك
- حمض البروبيونيك
- حمض الزبدة (حمض البوتيريك)
- حمض الفاليريك (حمض البنتانويك)
- حمض الكابرويك (حمض الهكسانويك)
- حمض الكابريليك (حمض الأوكتانويك)
- حمض الكابريك حمض الكابريليك (حمض الأوكتانويك)حمض الكابريليك (حمض الأوكتانويك) (جيم 8)(حمض الديكانويك)
- حمض اللوريك (حمض الغار)
- حمض ميريستيك (حمض التيتراديكانويك)
- حمض بنتاديكانويك
- حمض البالمتيك (حمض النخيل)
- حمض المارجريك (حمض الهبتاديكانويك)
- حمض الشمع (حَمْضُ الستياريك)
- حمض الأراكيديك (حمض الفول السوداني)
- حمض البيهينيك (حمض الدوكوسانويك)
- حمض الليغنوسيريك
- حمض السيروتيك (حمض الهكساكوسانويك)

#### الأحماض الدهنية الأحادية غير المشبعة (أي شبه المستقرة)
- حمض الميريستوليك
- حمض الأوليك (حمض الزيت)
- أحماض إيكوسينويك
- حمض الإروسيك
- حمض النيرفونيك

#### الأحماض الدهنية المتعددة غير المشبعة (أي غير المستقرة)
- حمض اللينوليك - حمض دهني أساسي
- حمض ألفا-اللينولينيك - حمض دهني أساسي
- حمض الستياريدونيك
- حمض غاما-اللينولينيك
- حمض الأراكيدونيك
- حمض إيكوساتيترينويك
- حمض تيمنودونيك
- حمض كلوبانودونيك
- حمض سيرفونيك

#### الأحماض الدهنية الأساسية
- حمض ألفا-اللينولينيك (18:3)حمض دهني أوميغا-٣
- حمض اللينوليك (18:2) حمض دهني أوميغا-٦

## المغذّيات الكُبرى غير المُزَوِّدة بالطاقة

### الأكسجين
الأكسجين ضروري للحياة.

### المياه
المياه هو أيضاً ضروري للحياة. يُوَفِّر الوسط المناسب لكلعمليات التمثيل الغذائي. فهو ضروري لامتصاص المُغَذِّيات الكبرى والمُغَذِّيات الصغرى، لكنه لا يوفِّر أي طاقة غذائية.

### الألياف
الألياف الغذائية تُوجَد بشكل رئيسي في الفاكهة والخضروات والحبوب الكاملة والبقوليات. تُصنَف الألياف عادةً إلى ألياف قابلة للذوبان، أي تذوب في الماء، أو غير قابلة للذوبان أي لا تذوب في الماء.
- الألياف الغذائية غير القابلة للذوبان لا تُمتَص في الجهاز الهضمي البشري، يُعزِّز هذا النوع من الألياف حركة المواد عبر الجهاز الهضميلتجنب الإمساك.[5]
- الألياف الغذائية القابلة للذوبان تتغذى عليها البكتيريا الموجودة في الأمعاء الغليظة، وينتج عن ذلك تكوّن الغازات.[6][7][8] يُعَد تأثير الأليافالقابلة للذوبان على صحة الجهاز الهضمي من أهم مميزاتها، فهى تُغَذِّي البكتيريا الجيدة في معدتك، وتعمل بمثابة البريبايوتك.[9] يُنتِج أيضاً التمثيل الغذائي البكتيري للألياف القابلة للذوبان الأحماض الدهنية قصيرة السلسلة مثل حمض الزبدة، والتي يمكن امتصاصها في الخلايا المعوية كمصدر لالطاقة الغذائية.[6][7][8]
  - سليلوز
  - ميثيل السليلوز
  - هيميسيلولوز
  - ليغنان
  - نبات الشمع
  - النشويات المقاومة
  - بيتا-جلوكان
  - بكتين
  - الصمغ الطبيعي
  - إينولين
  - سكريات قليلة التعدد